# Edward Paget
Sir Edward Paget (3. listopadu 1775 – 13. května 1849) byl britský generál, mladší bratr polního maršála 1. markýze z Anglesey. Od mládí sloužil v armádě a zúčastnil se napoleonských válek, v letech 1812–1814 byl ve francouzském zajetí, byl též dlouholetým členem Dolní sněmovny. Vojenskou kariéru završil jako guvernér na Cejlonu a vrchní velitel v Indii, v roce 1825 dosáhl hodnosti generála.

## Životopis
Pocházel ze šlechtické rodiny Pagetů, byl čtvrtým synem 1. hraběte z Uxbridge a mladším bratrem polního maršála markýze z Anglesey, jeho dalšími bratry byli diplomat Arthur Paget (1771–1840) a admirál Charles Paget (1778–1839). Studoval ve Westminster School, poté během kavalírské cesty studoval v Drážďanech. Od roku 1792 sloužil v armádě a již v roce 1794 byl podplukovníkem, téhož roku se po boku staršího bratra Henryho zúčastnil bojů ve Flandrech. V hodnosti plukovníka byl v roce 1798 pobočníkem Jiřího III., v roce 1801 dosáhl v Irsku hodnosti brigádního generála.
V letech 1796–1806 a 1810–1820 byl zároveň členem Dolní sněmovny a pokud se zdržoval v Anglii, zasedání parlamentu se aktivně zúčastňoval, patřil ke straně toryů. Za napoleonských válek bojoval na Pyrenejském poloostrově, kde dosáhl hodnosti generálmajora (1805) a generálporučíka (1811). V roce 1812 kapituloval u Burgosu a do roku 1814 byl francouzským válečným zajatcem. V roce 1812 získal Řád lázně, po skončení napoleonských válek a návratu do Anglie obdržel velkokříž Řádu lázně (1815). V letech 1816–1822 byl lordem komořím Jiřího III. a Jiřího IV., v letech 1818–1826 zastával funkci velitele královské pevnosti Cowes Castle. V roce 1820 rezignoval na poslanecký mandát a stal se guvernérem na Cejlonu (1820–1822) a poté byl vrchním velitelem v Indii (1822–1825). V roce 1825 byl povýšen na generála, poté byl guvernérem vojenské školy Royal Military College (1826–1837) a guvernérem špitálu v Chelsea (1837–1849).
V roce 1805 se oženil s Frances Bagot (1785–1806) z tehdy vlivné rodiny Bagotů, zemřela při porodu syna Francise Edwarda (1806–1882), který se stal knězem. Podruhé se generál Edward Paget oženil v roce 1815 s Harriet Legge (1790–1855), dcerou nejvyššího komořího 3. hraběte z Dartmouthu. Z tohoto manželství měl dalších pět dětí, synové Henry William Paget (1816–1853) a Patrick Lewis Paget (1820–1879) dosáhli důstojnických hodností v armádě.